# Editatón

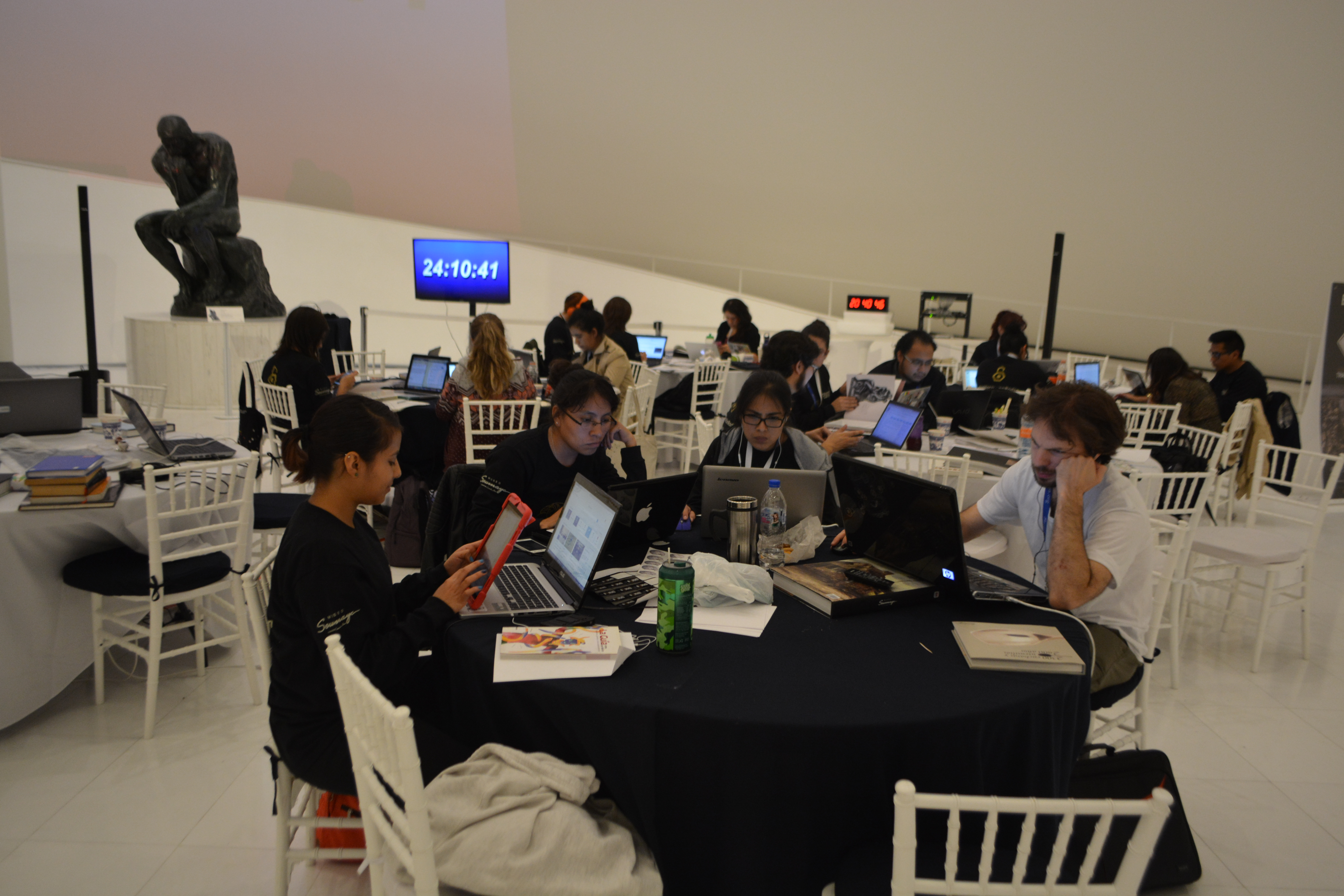
El editatón más extendido en el tiempo fue el del Museo Soumaya de la Ciudad de México, que tuvo lugar en junio de 2016, y que fue reconocido como un récord mundial por Guinness World Records.

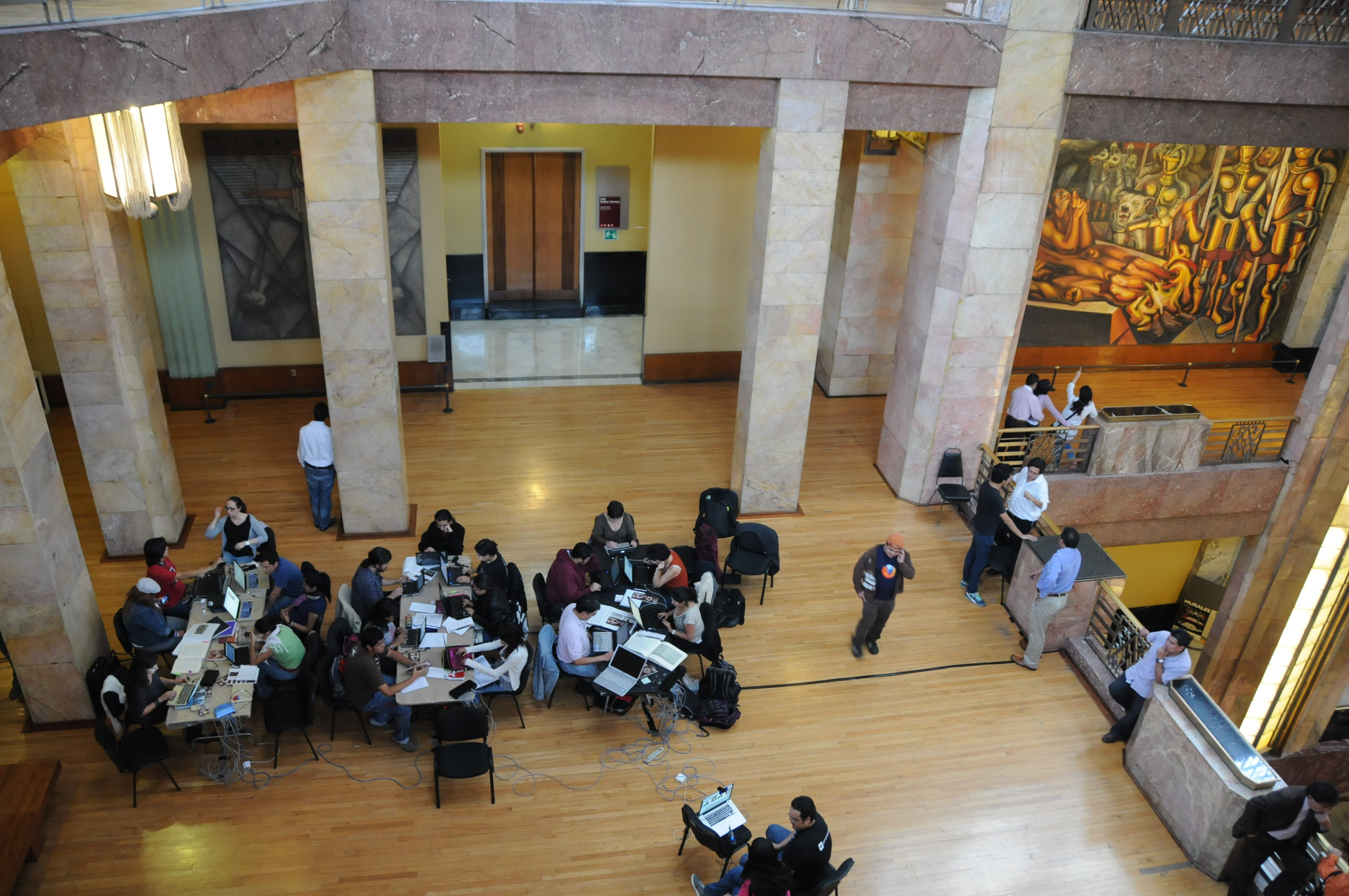
Maratón de edición (editatón) en el Palacio de Bellas Artes de Ciudad de México.

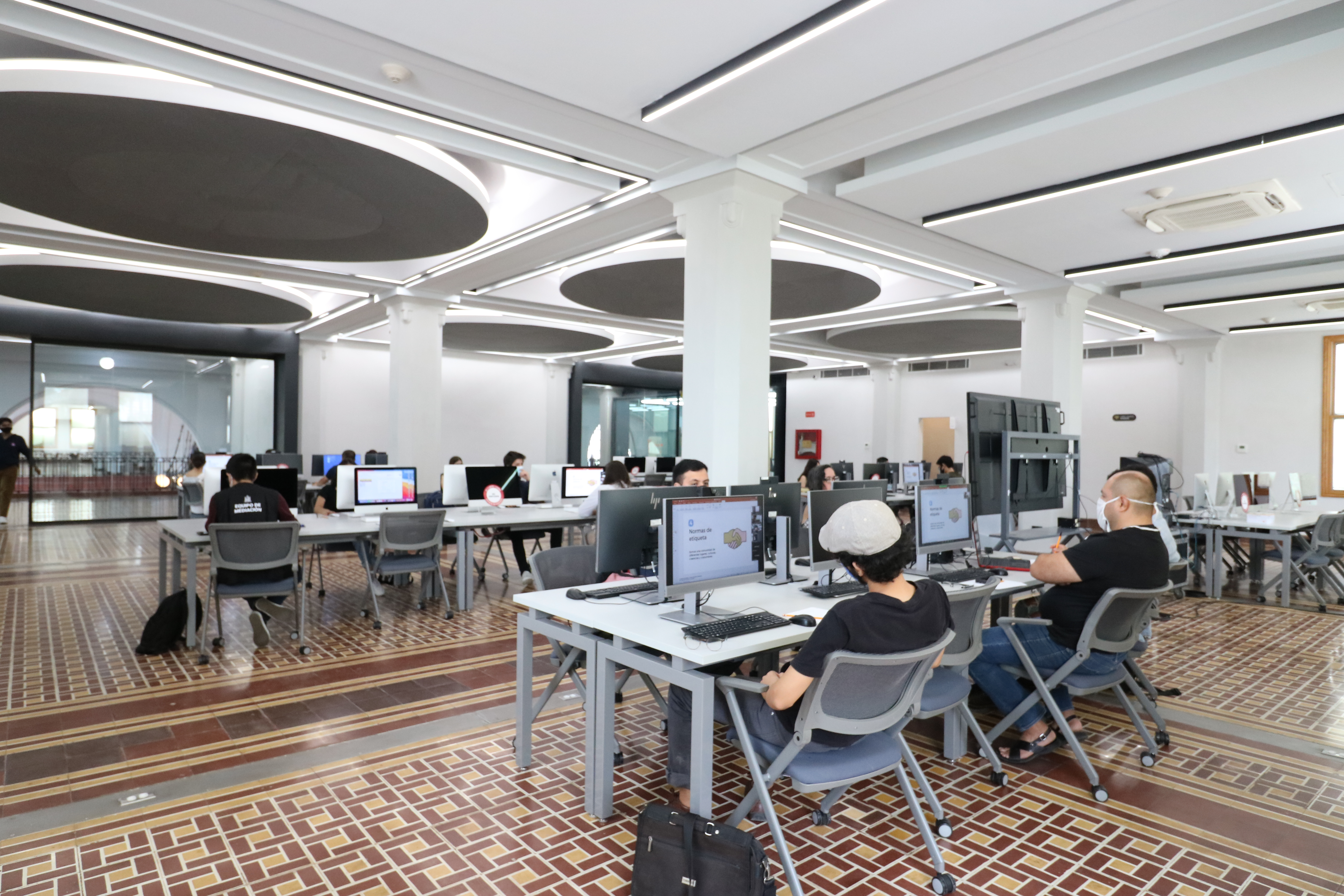
Editatón 'Edificios icónicos de Nuevo León', llevado a cabo en LABNL Lab Cultural Ciudadano, el 25 de septiembre de 2021

En las comunidades en línea de Wikipedia y OpenStreetMap, una editatón (también y originalmente llamado edit-a-thon), asimismo llamado editatona cuando únicamente o principalmente participan mujeres, y genéricamente llamado wikimaratón, es un evento presencial en el que varios editores se reúnen para editar y mejorar juntos un determinado tema o un grupo específico de artículos de Wikipedia. Por lo general, durante la propia actividad o en forma previa a la misma, y a través de alguna conferencia o mesa redonda y/o algún taller, se suele dar información sobre los proyectos de la Fundación Wikimedia, así como apoyo en la wikiedición básica para nuevos editores y así como algún tipo de actividad motivadora complementaria. Además y en ciertos casos, un colectivo o institución educativa o cultural, brinda apoyos varios en cuanto a bibliografía y documentos de interés, así como en infraestructuras (salones o áreas para actividades, comunicaciones, equipos informáticos para quienes deseen participar y no hayan concurrido con el suyo propio, etc). Se trata de una actividad participativa, que añade una dimensión presencial a la tarea en línea de editores voluntarios, y que además de aportar socialización a la comunidad, la hace más visible ante la opinión pública; como se podrá apreciar, en las wikimaratones se prioriza el encuentro físico entre los participantes, si bien algún tipo de participación a distancia tampoco está descartada. 
Hasta el presente, uno de los editatones que más se han extendido en el tiempo, fue el realizado del 9 al 12 de junio del 2016 en el Museo Soumaya de la Ciudad de México, en donde investigadores del museo y wikipedistas de Wikimedia México, editaron contenidos de Wikipedia así como de Wikidata y de Wikisource, durante 72 horas continuas. Dicha marca fue reconocida oficialmente con un récord mundial por Guinness World Records.

## Aspectos organizativos

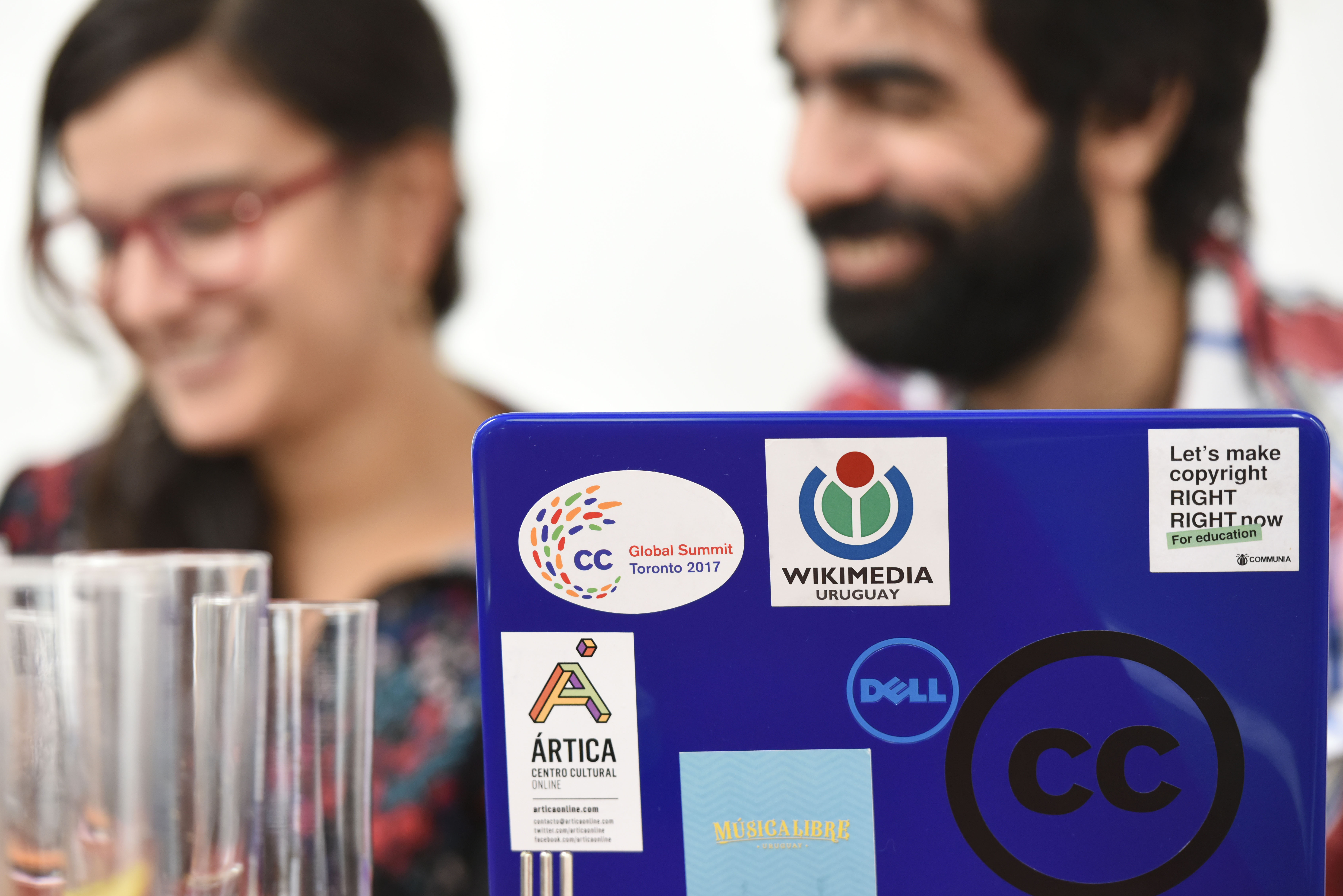
Dos participantes del MVD-LAB, editando artículos sobre mujeres uruguayas para Wikipedia.

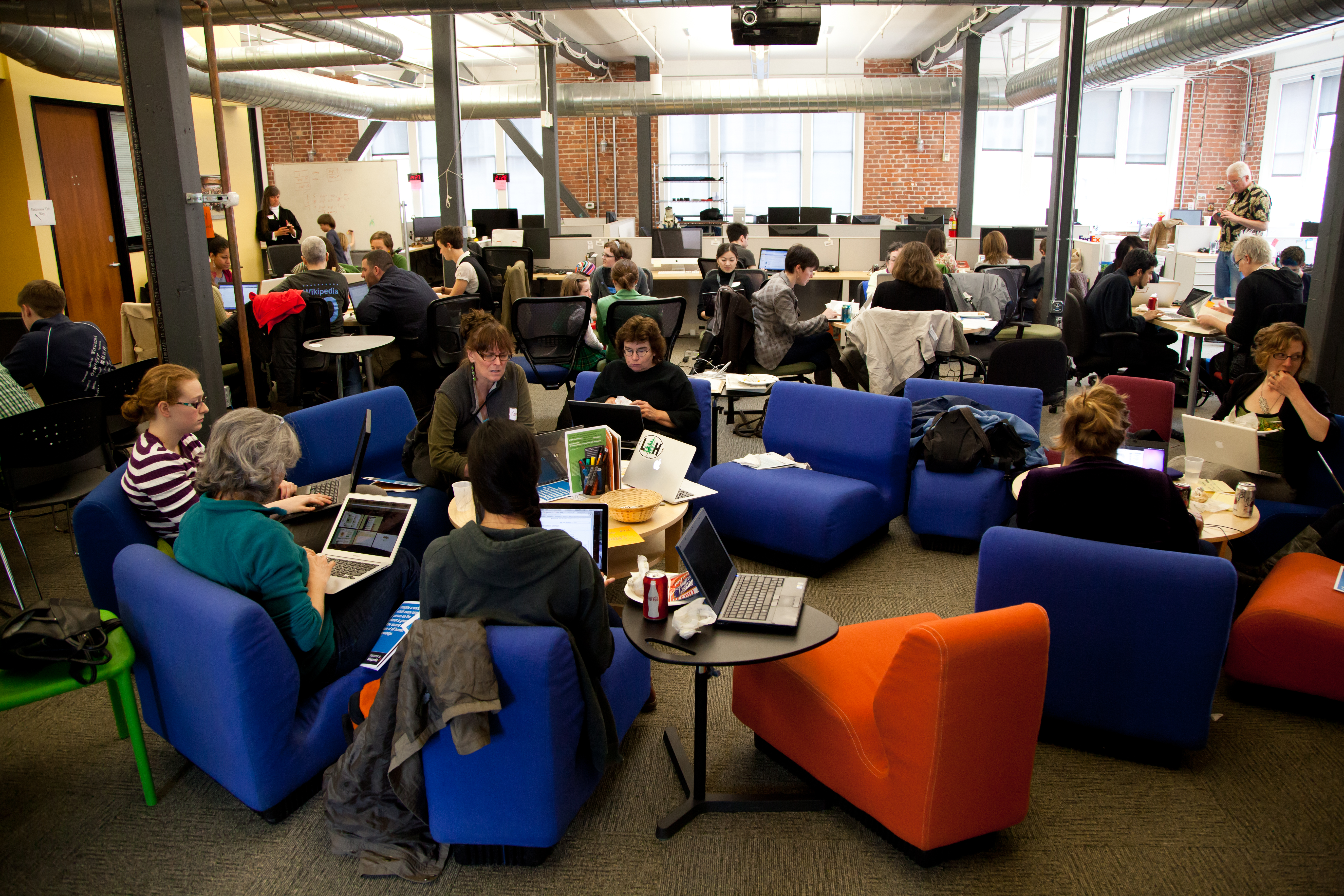
"Women's History Month edit-a-thon", evento organizado por la Fundación Wikimedia en San Francisco, en marzo de 2012.

Los encuentros de edición pueden tener muchas variantes, pero en todo caso suponen "destreza en la dinamización de eventos y entroncarse con el amplio corpus teórico-práctico de la alfabetización informacional". Alrededor de un tema central, se moviliza a la comunidad próxima a la institución para mejorar artículos, aprovechar las fuentes disponibles, y compartir el trabajo. Suelen ser proyectos en varias fases, con actividades de formación práctica inicial, motivación, apoyo documental, espacios de trabajo comunes, y asesoramiento temático a cargo de expertos. 
La experiencia ha sido descrita como una "red tangible de complicidad":

"Un ritual maratónico de entusiasmo, intereses, pequeños descubrimientos, una multitud sorprendida por su propio poder. Se creó una comunidad que incluyó a los espectadores, a los encargados del museo, a todo aquel sensible del poder del conocimiento …”
Sandra Zetina Ocaña, sobre el edit-a-thon en el Palacio de Bellas Artes de México D.F., septiembre de 2012.

A diferencia de otros eventos, como Wiki loves monuments, centrados en fotos para el banco de imágenes WikiCommons, en este caso el foco se pone en la elaboración colaborativa simultánea y presencial, aunque en suele incluirse también a editores en línea, incluso coordinando comunidades de editores distantes, como el caso del editatón coordinado en dos diferentes continentes, que tuvo lugar el 28 de noviembre de 2012.

## Temática y evolución

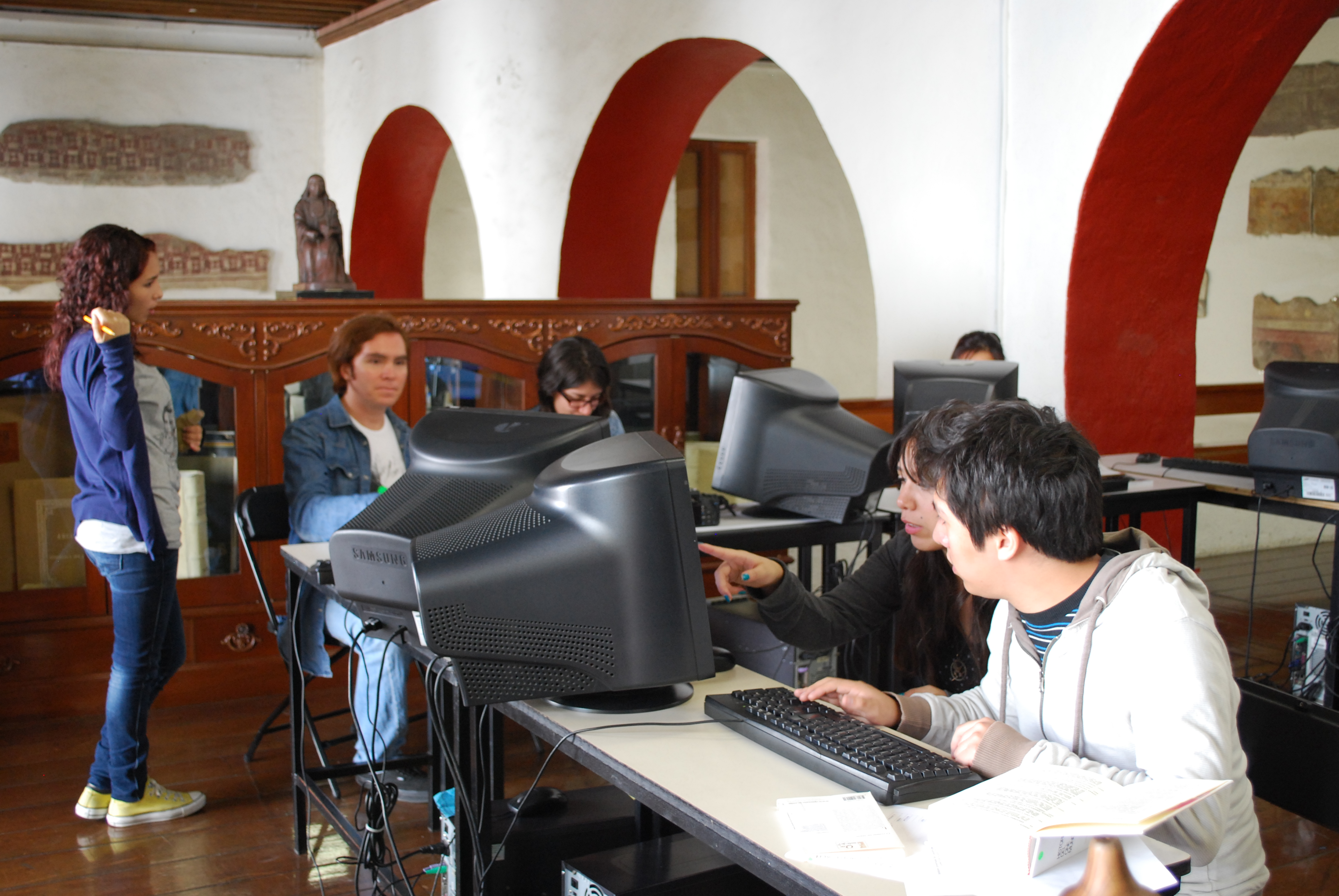
Participantes en el editatón que se llevó a cabo el 8 de octubre de 2012 en la Universidad del Claustro de Sor Juana (México).

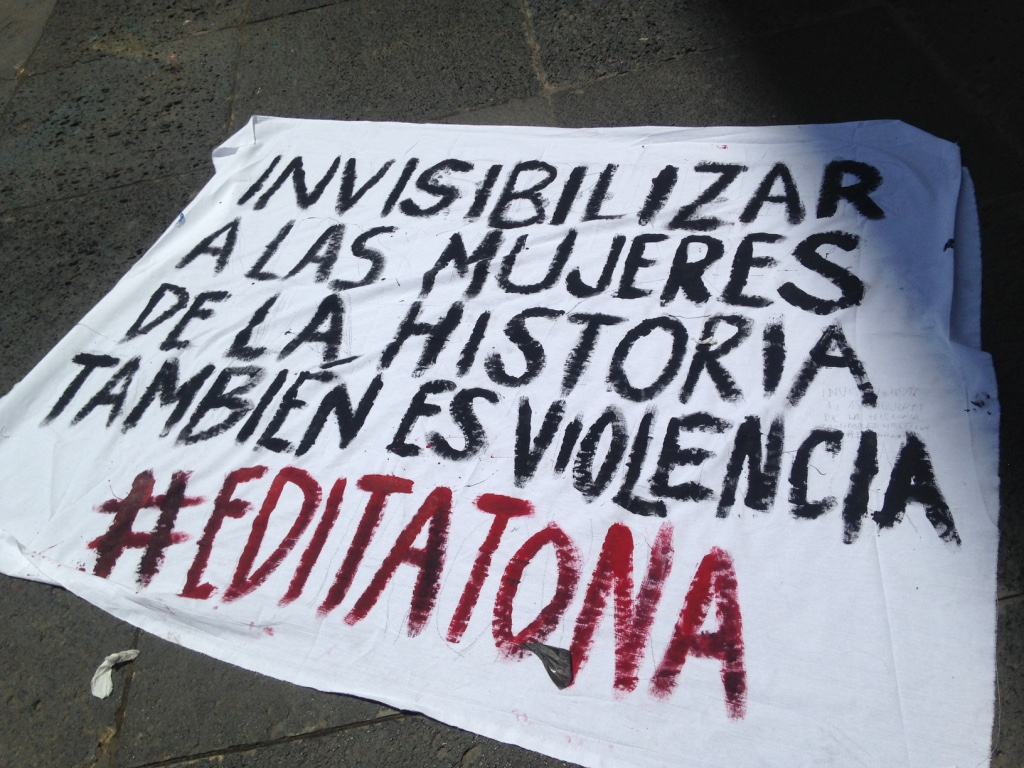
Manta para sensibilización y propaganda, utilizada en el wikiproyecto 'Wiki Loves Women', en apoyo del sesgo negativo que en muchos y variados aspectos sufren las mujeres.

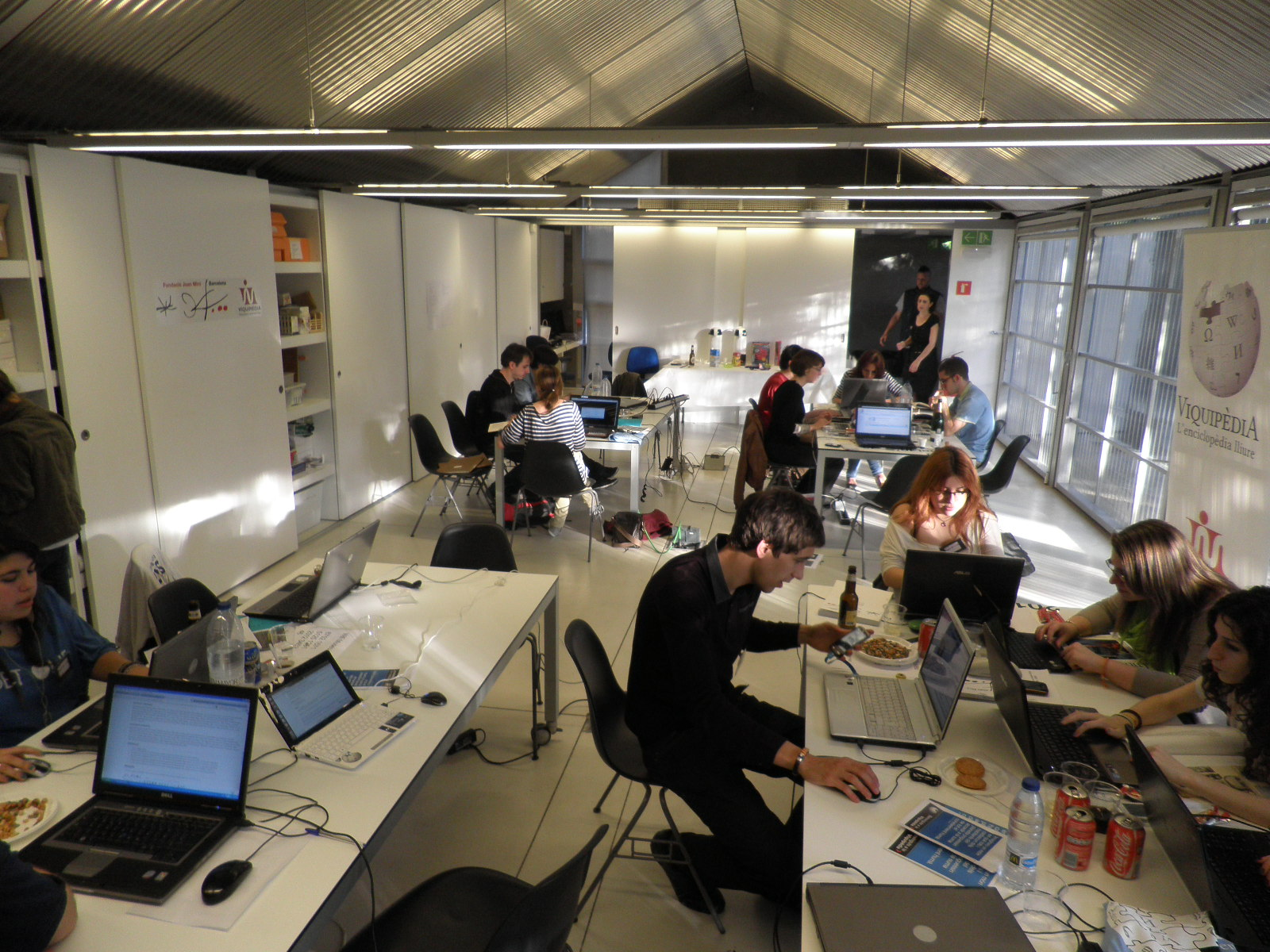
Viquimarató en la Fundación Joan Miró de Barcelona (España), 12-13 de abril de 2013.

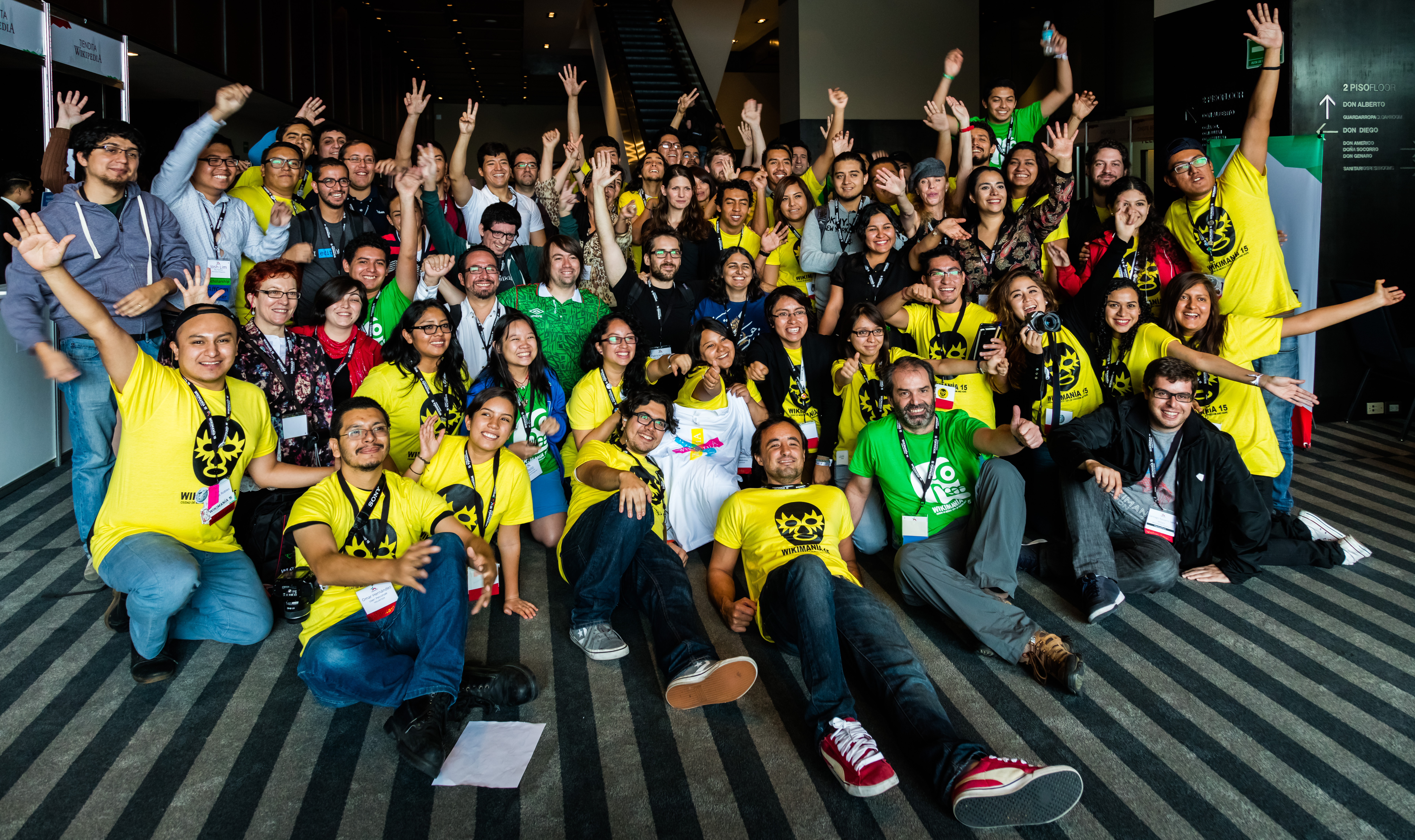
Encuentro de wikipedistas en español durante Wikimanía 2015.

Una de las primeras experiencias ampliamente documentadas fue el “Hoxne Challenge”, en el British Museum, donde se buscó mejorar un artículo muy pobre sobre una pieza singular del museo, creando una serie de actividades en las que el propio museo se abrió como fuente de información, asesoramiento, y espacio de trabajo. 
Aunque los temas tratados tienen mucho que ver con las instituciones que los promueven, es frecuente que se trate de concentrar las aportaciones en lagunas de contenidos o en desigualdades detectadas en la comunidad, como la brecha de género en Wikipedia (Wikipedia Gender Gap), como es doblemente el caso del organizado por la Royal Society sobre la aportación de las mujeres a la ciencia y la cultura.
Este tipo de eventos son frecuentes en Argentina, México y Chile. En España se han realizado tanto en castellano como en otras lenguas, como son en las ediciones en euskera y catalán de Wikipedia.

## Premio Frida
La variante femenina, Editatona, fue galardonada en 2018 con el premio Frida, Fondo Regional para la Innovación Digital en América Latina y el Caribe. Fue premiado el proyecto que se creó a fines de 2014 en México con el propósito de reducir la brecha de género en la enciclopedia Wikipedia. Fue ideado y puesto en marcha por varias wikipedistas mexicanas, contando con el auspicio de diversas ONG sociales.

## Referencias

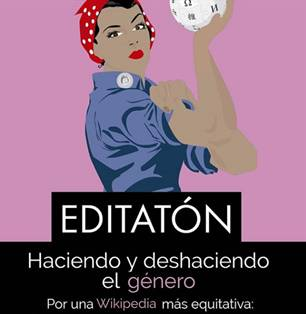
.